# Cleopus
Genre
Taxons de rang inférieur
- Cleopus elegans
- Cleopus japonicus
- Cleopus pulchellus

Synonymes
- Calydonus (Dejean, 1821)
- Platylaemus (Weise, 1883)
- Platysma (Dejean, 1821)
- Timagora (Dejean, 1821)

Cleopus est un genre d'insectes coléoptères de la famille des Curculionidae, de la sous-famille des Curculioninae et de la tribu des Cionini.

## Espèces
Selon BioLib (20 juin 2021) :
- Cleopus pulchellus (Herbst, 1795)
- Cleopus solani (Fabricius, 1792)

Autre espèce européenne (Italie) :
- Cleopus elegans Costa, 1834